# Notoscopelus elongatus
Il pesce lanterna sottile (Notoscopelus elongatus) è un pesce abissale della famiglia Myctophidae.

## Distribuzione e habitat
Questa specie è presente solo nel mar Mediterraneo occidentale ed è molto comune nel mar Ligure mentre è raro tra i pesci abissali spiaggiati sulle coste dello stretto di Messina.

Ha abitudini pelagiche e di solito frequenta acque non molto profonde, tra circa 100 e 200 metri ma si spinge ben oltre i 1000 m.

## Descrizione
Si può identificare, come tutti i pesci lanterna si può identificare con certezza solo osservando i fotofori. In questa specie i caratteri distintivi sono:
- 2 fotofori POL
- 3 o 4 Prc
- AO divisi in due serie, da 8 a 10 anteriori e da 6 a 7 posteriori, questi ultimi posti dopo la pinna anale
- lungo il profilo dorsale è presente una fila di scaglie luminose
- al di sopra ed al di sotto del peduncolo caudale ci sono 6 o 7 scaglie luminose
- alcune spine sopra e sotto il peduncolo caudale
- pinna dorsale molto più lunga che negli altri mctofidi, con 21/24 raggi
- colore bruno con riflessi argentati
- iride argentea brillante
- lunghezza media maggiore che negli altri pesci lanterna; lunghezza massima: 15 cm.

## Alimentazione
Si ciba di organismi del plancton, soprattutto crostacei.

## Riproduzione
Ogni femmina depone oltre 3000 uova e la stagione riproduttiva si estende quasi per tutto l'anno.

## Pesca
Occasionale con reti a strascico pelagiche, è commestibile ma non viene commerciato.

## Specie affini
Il Notoscopelus bolini (Nafpaktitis, 1975) è molto simile a questa specie. Si trova in tutte le acque temperate e subtropicali dell'Oceano Atlantico settentrionale, compreso il mar Mediterraneo, anche orientale (dove N. elongatus è invece assente).